# Biografielijst Tp

## Tpa

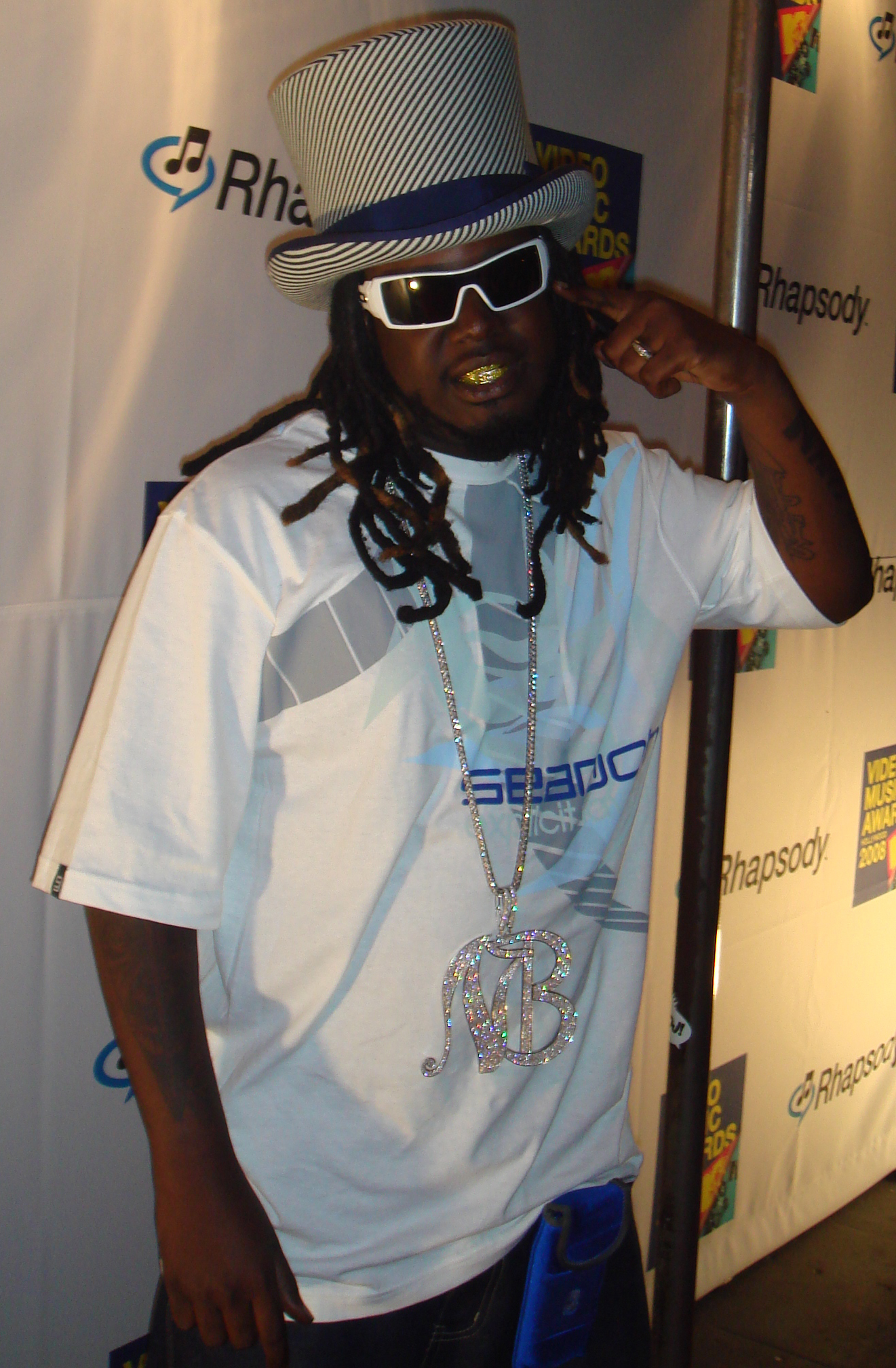
T-Pain (2008)

- T-Pain, pseudoniem van Faheem Rasheed Najm, (1985), Amerikaans hiphop- en R&B-zanger en producer